# Asura punctilinea
Asura punctilinea là một loài bướm đêm thuộc phân họ Arctiinae, họ Erebidae.